# Recordead Live – Sextourcism in Z7
Recordead Live – Sextourcism in Z7 es el tercer DVD de la banda de heavy metal finlandesa Lordi. El show tuvo lugar el 23 de noviembre, en Pratteln, Suiza. El DVD se publicó el 26 de julio de 2019.

## Lista de canciones

### CD1
| N.º | Título                                  | Duración |  |
| 1.  | «Sexorcism»                             |          |  |
| 2.  | «Would You Love a Monsterman?»          |          |  |
| 3.  | «Missing Miss Charlene/House of Ghosts» |          |  |
| 4.  | «Your Tongue's Got The Cat»             |          |  |
| 5.  | «Heaven Sent Hell on Earth»             |          |  |
| 6.  | «Mr. Killjoy»                           |          |  |
| 7.  | «Mana Solo»                             |          |  |
| 8.  | «Rock The Hell Outta You»               |          |  |
| 9.  | «Blood Red Sandman»                     |          |  |
| 10. | «It Snows in Hell»                      |          |  |
| 11. | «Hella Solo»                            |          |  |
| 12. | «She's a Demon»                         |          |  |

### CD2
| N.º | Título                                 | Duración |  |
| 1.  | «Slashion Model Girls»                 |          |  |
| 2.  | «Naked in My Cellar»                   |          |  |
| 3.  | «Rock Police»                          |          |  |
| 4.  | «Ox Solo»                              |          |  |
| 5.  | «Hug You Hardcore»                     |          |  |
| 6.  | «SCG9: The Documented Phenomenon»      |          |  |
| 7.  | «Evilyn»                               |          |  |
| 8.  | «The Riff»                             |          |  |
| 9.  | «Amen Solo»                            |          |  |
| 10. | «Nailed By the Hammer of Frankenstein» |          |  |
| 11. | «Who's Your Daddy?»                    |          |  |
| 12. | «Devil Is a Loser»                     |          |  |
| 13. | «Hard Rock Hallelujah»                 |          |  |

## Material bonus
- A Day In The Life On Sextourcism

## Videoclips
- Inferno (1995)
- Would You Love a Monsterman? (2002)
- Devil Is a Loser (2002)
- Blood Red Sandman (2004)
- Hard Rock Hallelujah (2006)
- It Snows in Hell (2006)
- Who’s Your Daddy? (2006)
- Would You Love A Monsterman? (versión 2006)
- Bite It Like a Bulldog (2008)
- This Is Heavy Metal (2010)
- The Riff (2013)
- Scare Force One (2014)
- Hug You Hardcore (2016)
- Naked in my Cellar (2018)